# Hjortshög
Hjortshög är en småort i Helsingborgs kommun i Kropps socken är belägen någon kilometer öster om Helsingborg. Småorten så som den definieras av SCB är inte densamma som den historiska bondbyn Hjortshög, vilken var belägen vid korsningen av Hjortshögsvägen och Rosenlundsvägen, småorten där har SCB istället namngivit Björkebogård.

## Historik
Ortsnamnet har sitt ursprung i en numera försvunnen bondby i Kropps socken. Ortnamnet förekommer för första gången 1133 i två olika skrifter. Den ena skriver namnet Giortzhoy, medan den andra skriver det Gyrthisheog. Dock kommer båda källorna från avskriver från 1425 respektive 1494. Den första originalskriften med namnet skriver det Gurdeshog. Namnet är en sammansättning av det danska mansnamnet "Gyrth" eller "Giurth", som härstammar från fornnordiskans "Gyrðr". Efterledet "-hög" härstammar troligen från järnåldern och kan avse både en höjd/kulle eller en gravhög. På Skånska rekognosceringskartan från början av 1800-talet ses en mindre höjd vid orten. Samtidigt syftar efterledet oftast på en gravhög när det förekommer tillsammans med mansnamn. Några belägg för en gravhög kan dock inte hittas i området. Mest sannolikt är att namnet kan tolkas "höjden där Gyrth bor".
Med tiden har ortnamnet förvanskats och skrivs 1656 Jorshög. Efter att Skåne blivit svenskt fortsatte förvanskningen av namnet, mestadels på grund av osäkerhet hur uttalet skulle tolkas. Namnet skrivs växelvis Jordshög och Hiorthög under 1700-talet. Att namnet slutligen tolkades som Hjortshög kan ha att göra med att trakten kring orten är mycket rik på rådjur och vilt.

## Samhället
Bebyggelsen i Hjortshög är till största delen placerad längs Hjortshögsvägen och Kroppsvägen, med viss koncentration vid korsningen mellan de två vägarna. Den består nästan uteslutande av villa- och gårdsbebyggelse. Orten omges uteslutande av fullåkersbygd och från de två vägarna strålar på flera ställen mindre landsvägar som leder till gårdar utanför samhället. I ett flertal av gårdarna drivs plantskolor och växthus. En bit väster om orten går E6:an som nås via Trafikplats Hjortshög. Söder om orten ligger Vasatorps golfklubb.